# Ciudanovița (gmina)
Gmina Ciudanovița – gmina w okręgu Caraș-Severin w zachodniej Rumunii. Zamieszkuje ją 657 osób. W skład gminy wchodzą dwie miejscowości Ciudanovița i Jitin. 